# Amelia J. Gordon
Amelia Nepomuceno Juico-Gordon (Castillejos, 4 settembre 1919 – Olongapo, 17 novembre 2009) è stata una politica filippina.
Moglie del primo Sindaco della città di Olongapo James L. Gordon, compì la sua ascesa politica dopo l'assassinio del marito nel febbraio 1967. Su pressante richiesta popolare, si presentò alle elezioni amministrative del novembre di quell'anno, sconfiggendo il primo cittadino in carica Jaime Guevarra, vice di suo marito, e divenendo così la prima donna a ricoprire tale posizione.
Distintasi anche per numerose attività umanitarie e caritatevoli, legò per 63 anni il suo nome alla Croce Rossa filippina – dal 1946 sino alla morte – e ne fu altresì sua Presidente. Per i suoi contributi, nel 2002 le fu conferito il prestigioso Pearl S. Buck International Woman Award, unica dei tre filippini a ricevere tale riconoscimento assieme a Corazon Aquino e Rosalinda Wee.

## Biografia
Amelia Gordon nacque il 4 settembre 1919 a Castillejos, una piccola municipalità della provincia di Zambales, secondogenita dei tre figli di Juan Juico (1886-1972) e María Nepomuceno y Espíritu (1889-1972). Oltre ad Amelia, dalla coppia nacquero Delfin (1910-...) ed Elvira (1923-...).
Durante la scuola media conobbe James L. Gordon, figlio di un marinaio statunitense sbarcato in Filippine con la flotta ammiraglio George Dewey durante la guerra ispano-americana e di Veronica Tagle, a sua volta figlia del rivoluzionario José Tagle che combatté nella battaglia di Imus durante la rivoluzione filippina. La loro amicizia sfociò alcuni anni dopo in una relazione sentimentale e i due si sposarono il 5 maggio 1939. La coppia ebbe sei figli: Veronica, Barbara, Cecille, Richard, James Jr. e Imelda.
Dopo la seconda guerra mondiale iniziò col marito una serie di attività imprenditoriali. La seconda parte degli anni quaranta segnò l'avvio dell'inarrestabile ascesa politica del coniuge: nel 1952 James divenne vicegovernatore della provincia di Zambales, mentre nel 1959 dopo guidò le trattative con gli Stati Uniti d'America per la restituzione di Olongapo alle Filippine, culminate con la dichiarazione d'indipendenza dalla repubblica federale nel medesimo anno. Eletto poi sindaco di Olongapo nel 1963, James fu tra l'altro il promotore della sua conversione a città nel 1966 e dovette affrontare varie personalità che si opponevano al suo metodo di governo: infine morì assassinato nel febbraio 1967 da un fuggitivo della Nuova Prigione di Bilibid, nel municipio di Olongapo, in circostanze e per motivazioni mai del tutto chiarite. Nei giorni successivi all'evento Amelia fece appello al Presidente Ferdinand Marcos affinché i mandanti fossero catturati.
Nel novembre 1967 fu convinta dalla popolazione locale a candidarsi come Sindaca contro Jaime Guevarra – vice di James e sospettato di essere tra i mandanti del suo assassinio – e quindi catapultata al centro della scena di Olongapo, pur senza alcuna esperienza politica. La sua elezione, avvenuta il 30 dicembre seguente, la rese la prima donna a ricoprire tale carica. Durante il suo mandato completò il primo masterplan della città, attraverso l'Autorità di pianificazione urbana di Olongapo, oltre a proseguire l'opera di sviluppo del comune avviato dal marito. Fondò inoltre la prima struttura della Croce Rossa filippina ad Olongapo, nonché la prima banca del sangue della città.
Alle amministrative del 1971, le ultime elezioni locali prima della dichiarazione di legge marziale da parte del Presidente Ferdinand Marcos, fu sconfitta a sorpresa dal medico filostatunitense ed ex direttore generale dell'Ospedale Generale di Olongapo Geronimo Lipumano. Successivamente tornò a dedicarsi all'imprenditoria, mentre tra il 1984 e il 1986 fece un breve ritorno in politica in qualità di membro dell'Assemblea Nazionale Regolare, come esponente del KBL di Marcos. La sua permanenza presso l'Assemblea venne interrotta dal neonato governo di Corazon Aquino, che ordinò le dimissioni di tutti gli esponenti politici nazionali e locali affiliati alla precedente amministrazione.
Sia prima che durante il mandato da Sindaca si distinse inoltre per le attività umanitarie e caritatevoli, e fu per oltre 60 anni volontaria della Croce Rossa filippina. Assieme al marito fondò il Boys Town, modellato sull'omonimo villaggio del Nebraska e che si occupò del reinserimento sociale di bambini di strada. Nel corso della sua vita Amelia adottò altresì 54 bambini, a cui attribuì il cognome Gordon, e si attivò nella sensibilizzazione sui bambini abbandonati figli di marinai statunitensi. Per i suoi sforzi, tra gli anni ottanta e duemila ricevette numerosi riconoscimenti, tra cui il prestigioso Pearl S. Buck International Woman Award nel 2002.
Morì il 17 novembre 2009 ad Olongapo per un attacco cardiaco, all'età di 90 anni.